# Michael Sela

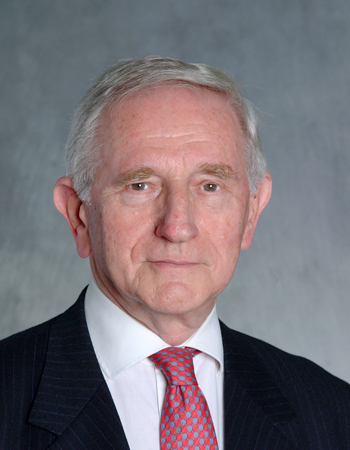
Michael Sela

Michael Sela (hebr. מיכאל סלע, ur. 2 marca 1924 w Tomaszowie Mazowieckim jako Mieczysław Salomonowicz, zm. 27 maja 2022) – izraelski chemik, biochemik i immunolog, profesor Zakładu Immunologii w Instytucie Naukowym Weizmana, dyrektor i rektor tej uczelni, profesor kontraktowy licznych uczelni amerykańskich, autor wielu patentów, badacz nagrodzony wieloma nagrodami.

## Stosunki rodzinne
Michael Sela (Mieczysław Salomonowicz) pochodzi ze znanej rodziny Salomonowiczów z Piotrkowa Trybunalskiego i Tomaszowa Mazowieckiego. Jest synem Jakuba Salomonowicza (1891–1954), tomaszowskiego przemysłowca i Rywki z Aleskowskich (ur. 1891). Jego dziadek Mordka Salomonowicz (1858–1915), który w Tomaszowie Mazowieckim osiedlił się w roku 1875, należał do przodujących, zamożnych fabrykantów. Jego babka Chaja Salomonowiczowa (1859–1930) wywodziła się z tomaszowskiej rodziny Marchewów.
Ciotką Mieczysława Salomonowicza była Stefania z Marchewów Tuwimowa, żona Juliana Tuwima, która także pochodziła z rodziny tomaszowskich Marchewów. Ilekroć Tuwimowie (po roku 1919) odwiedzali Tomaszów, tylekroć (do roku 1935) mieszkali w domu Salomonowiczów. Wedle tradycji rodzinnej tekst poetycki Tuwima skierowany do żony: A może byśmy tak, jedyna, / Wpadli na dzień do Tomaszowa? / Może tam jeszcze zmierzchem złotym / Ta sama cisza trwa wrześniowa odnosi się do jednej z wizyt Tuwimów w mieszkaniu Salomonowiczów (tekst ten spopularyzowała w piosence Ewa Demarczyk). We wrześniu 1939 roku po ucieczce z Polski do Rumunii Tuwimowie przez trzy tygodnie mieszkali u Jakuba Salomonowicza w Bukareszcie.
24 marca 1949 roku w Tel Awiwie Sela ożenił się z Margalit Liebman (1925–1975), córką Zeliga i Lei. Po śmierci pierwszej żony ożenił się po raz drugi w roku 1976 z Sarą z domu Kika. Ma trzy córki: Irit (ur. 1949) i Orlee (ur. 1953) z pierwszego małżeństwa, Tamar (ur. 1978) z drugiego i pięcioro wnucząt.

## Edukacja
W Tomaszowie pierwsze nauki pobierał w chederze i w szkole powszechnej. Dopiero w szkole nauczył się języka polskiego, którego mimo długoletniego pobytu poza Polską nie zapomniał. W roku 1935 w wieku jedenastu lat opuścił rodzinne miasto i Polskę, osiedlając się wraz z rodziną w Bukareszcie (Rumunia). Naukę w zakresie szkoły średniej pobierał w gimnazjum publicznym w Bukareszcie, a następnie w Gimnazjum Polskim w miejscowości Krajowa. Tam w roku 1940 uzyskał świadectwo maturalne. Z powodu nasilających się w Rumunii ruchów faszystowskich  rodzina Salomonowiczów zdecydowała się przesiedlić do Palestyny gdzie dotarli w lutym 1941. Od roku 1941 studiował chemię na Uniwersytecie Hebrajskim w Jerozolimie. Studia te ukończył w roku 1946, uzyskując tytuł magistra nauk chemicznych. W latach 1947–48 studiował chemię na Uniwersytecie Genewskim w Szwajcarii.

## Praca zawodowa i naukowa
W latach 1950–1963 pracował w Zakładzie Biofizyki Instytutu Naukowego Chaima Weizmana w Rechowot (Izrael). Praca naukowa na tej uczelni wyższej zaowocowała licznymi publikacjami.
W roku 1954 na Uniwersytecie Hebrajskim w Jerozolimie uzyskał stopień naukowy doktora na bazie prac prowadzonych w Instytucie Naukowym Weizmana. W latach 1963–1975 był kierownikiem nowo utworzonego Zakładu Immunologii Chemicznej. W latach 1970–1973 pełnił funkcję dziekana Wydziału Biologicznego. W latach 1970–71 był wicerektorem, a w latach 1975–1985 rektorem uczelni. W roku 1966 został profesorem immunologii (W. Garfield Weston Professor of Immunology). Profesorem zwyczajnym został w roku 1985. Jest członkiem licznym towarzystw naukowych. Od roku 1998 jest członkiem Polskiej Akademii Umiejętności.
Opublikował ponad 800 artykułów, rozdziałów, książek z zakresu immunologii, biochemii i chemii molekularnej.

## Dokonania i osiągnięcia naukowe
Najważniejsze dokonania profesora Seli dotyczą immunologii, zwłaszcza zaś badań nad syntetycznymi antygenami, molekułami, które nakłaniają system immunologiczny do reakcji, do odpowiedzi odpornościowej. Badania te doprowadziły do wyjaśnienia podstawowych zjawisk immunologicznych i odkrycia genetycznej kontroli oddziaływania immunologicznego, a następnie do stworzenia szczepionek opartych na metodach syntetycznych. Kierując swe badania ku medycynie i funkcjonalnemu wykorzystaniu odkrytych zjawisk, profesor Sela starał się wykorzystać wykryte zjawiska do zwalczania chorób autoimmunologicznych. Był jednych z pierwszych uczonych, którzy wprowadzili i wyzyskali syntetyczne polipeptydy jako antygeny.
Dokonania i osiągnięcia profesora Seli zostały nagrodzone licznymi nagrodami, w tym Nagrodą Wolfa w dziedzinie medycyny (1998).

## Nagrody i odznaczenia
- Nagroda Izraelska w zakresie Nauk Biologicznych / Israel Prize in Natural Sciences (1959)
- Nagroda Rotschilda w dziedzinie chemii / Rothschild Prize in Chemistry (1968)
- Medal Otto Warburga, Niemieckie Towarzystwo Biochemiczne (1968)
- Emil von Behring Prize of the Phillips University (1973)
- Gairdner Foundation International Award, Toronto (1980)
- The Prize of the Institut de la Vie, Fondation Electricite de France (1984)
- Commander's Cross of the Order of Merit of the Federal Republic of Germany (1986)
- Officer of l'Ordre de la Legion d'Honneur, Francja (1987)
- Złoty Medal Alberta Einsteina (UNESCO) (1995)
- Harnack Medal of Max-Planck Society (1996)
- Interbrew-Latour Health Prize, Belgia (1997)
- Caballero, Order de San Carlos, Kolumbia (1997)
- Nagroda Wolfa w dziedzinie medycyny (1998) wraz z Ruth Arnon za wybitne osiągnięcia w zakresie immunologii
- Great Officer (Gran Ufficiale) of the Decoration of the Italian Solidarity Star (Onorificenza della Stella della Solidarieta Italiana (2007)

## Doktoraty honoris causa
- Uniwersytet Bordeaux II (1985)
- Państwowy Uniwersytet Autonomiczny w Meksyku (1985)
- Tufts University, Medford MA (1989)
- Colby College, Maine (1989)
- Uniwersytet Ludwika Pasteura w Strasburgu (1990)
- Uniwersytet Hebrajski w Jerozolimie (1995)
- Uniwersytet w Tel Awiwie (1999)
- Uniwersytet Ben-Guriona w Negev (2001)
- Członek Honorowy: Izraelski Uniwersytet Otwarty (2004)